# Jolie (Frauenzeitschrift)
Jolie (französisch für „schön“, „hübsch“) ist eine deutsche Frauenzeitschrift, die von der Mediengruppe Klambt herausgegeben wird. Die verkaufte Auflage beträgt 37.812 Exemplare, ein Minus von 89,6 Prozent seit 2003.

## Geschichte
Die erste Ausgabe wurde am 30. September 2003 mit einer Auflage von 700.000 Exemplaren veröffentlicht. Sie wurde zunächst vom Axel Springer Mediahouse München, einer Tochtergesellschaft der Axel Springer AG, herausgegeben. Im Juli 2009 wurde die Zeitschrift an die zum OZ Verlag gehörende Vision Media verkauft und das Axel Springer Mediahouse München aufgelöst. Anlässlich des zehnjährigen Bestehens der Zeitschrift wurde sie im Januar 2013 umfassend überarbeitet. Im Februar 2018 übernahm die Mediengruppe Klambt die Zeitschrift. Der Redaktionssitz wurde von München nach Hamburg verlegt. Mit der zweiten Ausgabe im Jahr 2024 wurde das Konzept der Zeitschrift überarbeitet. Seitdem erscheint sie alle zwei Monate.

## Chefredakteurinnen
Gründungschefredakteurin war Michaela Mielke, die die Zeitschrift im August 2009 verließ. Ihr folgte im April 2010 Anja Lochner, die die Zeitschrift zuvor kommissarisch geleitet hatte. Als Lochner im Februar 2015 zu Cosmopolitan wechselte, trat Katrin Futterknecht ihre Nachfolge an. Futterknecht ging im Februar 2016 in Mutterschutz und übergab das Amt an Verena Roskos. Nach der Übernahme der Zeitschrift durch die Mediengruppe Klambt im Februar 2018 wurde Ingrid Rose neue Chefredakteurin. Im September 2020 löste Julia Wöltjen Ingrid Rose als Chefredakteurin ab.